# Списък на държавните глави през 65 година
Това е списък на държавните глави през 65 година

## Африка
- Куш
  - царица: Аманикаташан (62 – 85)

## Азия
- Адиабена
  - цар: Монобаз II (55 – 70-х)
- Велика Армения
  - цар: Тиридат I (62 – 88)
- Малка Армения
  - цар: Аристобул (54 – 72)
- Иверия
  - цар: Мирдат I (58 – 106)
- Китай (династия Източна Хан)
  - император Мин-ди (Лю Чжуан) (57 – 75)
- Комагена
  - цар: Антиох IV (38 – 72)
- Кушанска империя
  - цар: Куджула Кадфиз (30 – 80)
- Набатея
  - цар: Малих II (40 – 70)
- Осроене
  - цар: Ману VI (57 – 71)
- Партско царство
  - цар: Вологаз I (51 – 78)
- Юдея
  - цар: Ирод Агрипа II (48 – 70)
- Япония
  - тено (император): Суйнин (29 пр.н.е. – 70)

- Римска империя
  - Провинция Романа Юдея
    - прокуратор: Гесий Флор (64 – 66)
    - първосвещеник на Юдея: Матиас бен Теофил (65 – 70)

  - Провинция Романа Сирия
    - префект: Гай Цестий Гал (63 – 67)

## Европа
- Боспорско царство
  - цар: Котис I с Евника (45/46 – 68/69)
- Римска империя (упр.: Юлиево-Клавдиева династия):
  - император: Нерон (54 – 68)
  - консул: Авъл Лициний Нерва Силиан (65)
  - консул: Марк Юлий Вестин Атик (65)
  - суфектконсул: Публий Пазидиен Фирм (65)
  - суфектконсул: Гай Помпоний Пий (65)
  - суфектконсул: Гай Аниций Цериал (65)
  - преториански префект: Луций Фений Руф (62 – 65)
  - преториански префект: Тигелин (62 – 68)
  - преториански префект: Нимфидий Сабин (65 – 68)
- Провинция Романа Британия
  - управител: Марк Требелий Максим (63 – 69)